# Karneval in Weiß
Karneval in Weiß ist eine deutsche Wintersportkomödie aus dem Jahre 1952 von Hans Albin und Henry R. Sokal mit Adrian Hoven und Hannelore Bollmann in den Hauptrollen.

## Handlung
Der junge Ingenieur Hans Brugger will in einem alpinen Wintersportort eine Sprungschanze errichten. Die Bewohner des Ortes sind Feuer und Flamme für das Projekt, erhoffen sie sich doch davon einen touristischen Aufschwung, und spenden daraufhin einen Großteil der benötigten Bausumme. Lediglich einer der Dörfler will da nicht mitmachen: Der Wirt der ortsansässigen Gaststätte, dem „Alpenhof“, stellt sich quer. Er hat zwar Geld auf der Bank liegen, doch gehört dies eigentlich seinem Freund, der vor 20 Jahren in die USA ausgewandert ist. Dessen Frau kümmert dies jedoch nicht, und sie hebt es von der Bank ab, um den Schanzenbau zu unterstützen. 
Als eines Tages eine Amerikanerin namens Peggy Swenson in dem Alpendorf auftaucht, sorgt dies für einige Verwirrung. Die junge Miss verdreht zunächst Hans ordentlich den Kopf, sehr zum Verdruss von dessen Verlobter Annelies Seethaler. Peggy ist jedoch nur die Vorhut für ihren lange verschollen geglaubten Auswanderer-Vater, der wenig später gleichfalls im Ort auftaucht. Der hat es in der Fremde zu beträchtlichem Reichtum gebracht und zeigt sich nun generös, die finale Finanzierung der Skisprungschanze zu garantieren.

## Produktionsnotizen
Karneval in Weiß entstand in den Filmstudios von München-Geiselgasteig sowie mit Außenaufnahmen in der Bergwelt von St. Moritz, Garmisch-Partenkirchen und Arosa. Die Uraufführung erfolgte am 30. Oktober 1952 in München, die Berliner Premiere war am 28. Juli 1953.
Hans Albin übernahm die Produktionsleitung. Ernst H. Albrecht schuf die Filmbauten, Walter Rühland kümmerte sich um den Ton.

## Kritik
Im Lexikon des Internationalen Films heißt es: „Anspruchslose Lustspielunterhaltung in dekorativ verschneiter Bergkulisse.“